# Wilhelm Wollmann
Wilhelm Wollmann (* 2. August 1884; † 5. Oktober 1976 in Halle (Saale)) war ein deutscher Kommunalpolitiker (KPD/SED). Er war von 1945 bis 1947 Landrat des Saalkreises im Regierungsbezirk Halle der Provinz Sachsen des Landes Sachsen-Anhalt.

## Leben
Wilhelm Wollmann stammte aus der bei Halle (Saale) gelegenen und 1937 zur Stadt erhobenen Gemeinde Ammendorf und lernte das Tischlerhandwerk. Im Alter von 19 Jahren trat er in die Sozialdemokratischen Partei Deutschlands (SPD) ein. Gegen Ende des Ersten Weltkrieges wechselte er 1917 in die Unabhängige Sozialdemokratische Partei Deutschlands (USPD) und im Jahre 1920 zur Kommunistischen Partei Deutschlands (KPD). Er gehörte zur KPD-Ortsgruppe Ammendorf und nahm 1921 an den bewaffneten Märzkämpfen in Mitteldeutschland teil. 1927 wurde er Mitglied der KPD-Bezirksleitung in Halle (Saale) und 1930 als Mitglied in den Kreistag des Saalkreises gewählt. Im März 1933 wurde er von den Nationalsozialisten in „Schutzhaft“ genommen, aus der er im Juni 1933 entlassen wurde. Fortan stand Wollmann bis zum Kriegsende 1945 unter Aufsicht der Gestapo.
Am 3. Juli 1945 wurde Wilhelm Wollmann von der Sowjetischen Militärregierung aufgrund seiner KPD-Mitgliedschaft als Landrat des Saalkreises eingesetzt. Als solcher war er u. a. für die Durchführung der Bodenreform und Enteignungen sowie der Zwangsvereinigung von SPD und KPD zur SED im Saalkreis zuständig. 1947 wurde er zum Oberregierungsrat im Ministerium des Innern Sachsen-Anhalt ernannt, wo er von 1948 bis 1951 als Abteilungsleiter für Verschlusssachen tätig war. Danach lebte er als Parteiveteran im Ruhestand in Halle (Saale) und nahm zahlreiche öffentliche Auszeichnungen und Vergünstigungen als Verfolgter des Naziregimes entgegen.

## Ehrungen
- Vaterländischer Verdienstorden in Silber
- Medaille für die Teilnahme an den bewaffneten Kämpfen der deutschen Arbeiterklasse in den Jahren 1918 bis 1923
- Medaille für Kämpfer gegen den Faschismus 1933 bis 1945